# Келлі Убре (молодший)
 Келлі Пол Убре (молодший) (англ. Kelly Paul Oubre Jr., нар. 9 грудня 1995, Новий Орлеан, США) — американський професіональний баскетболіст, легкий форвард і атакувальний захисник команди НБА «Шарлотт Горнетс».

## Ігрова кар'єра

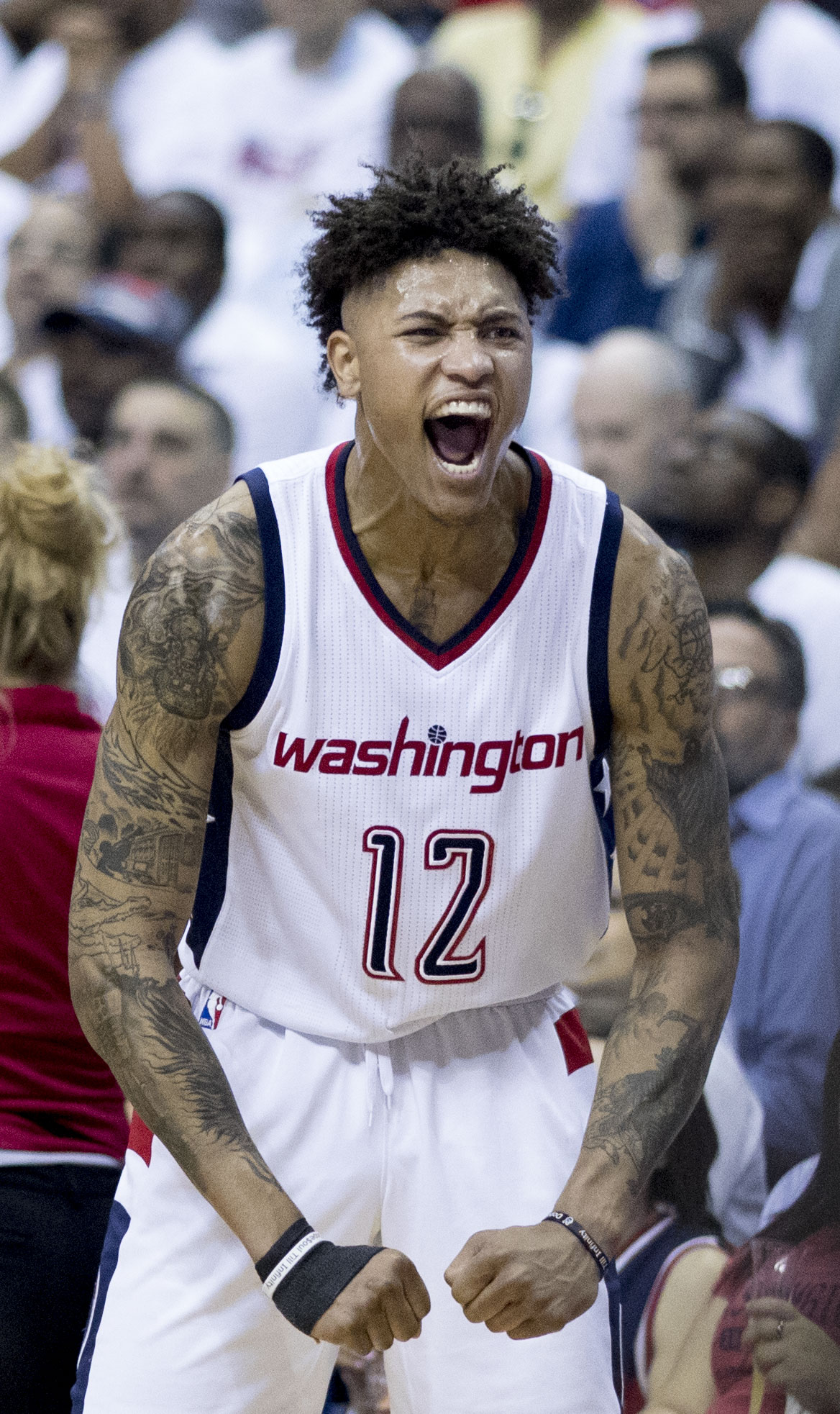
Убре в 2017 році

На університетському рівні грав за команду Канзас (2014—2015).
2015 року був обраний у першому раунді драфту НБА під загальним 15-м номером командою «Атланта Гокс» та одразу був обміняний до «Вашингтон Візардс». 10 грудня 2016 року набрав рекордні для себе 19 очок у матчі проти «Мілвокі Бакс». 19 січня 2018 року оновив цей рекорд, набравши 26 очок у переможному матчі проти «Детройт Пістонс».
17 грудня 2018 року разом з Остіном Ріверсом був обміняний до «Фінікс Санз» на Тревора Арізу. Через два дні дебютував за нову команду, набравши 13 очок у матчі проти «Бостон Селтікс». 8 лютого 2019 року в матчі проти «Голден Стейт Ворріорз» набрав 25 очок та рекордні для себе 12 підбирань. 13 лютого в матчі проти «Лос-Анджелес Кліпперс» оновив свій рекорд результативності, набравши 28 очок. 16 березня в матчі проти «Нового Орлеана» набрав уже 32 очки. 16 березня оновив свій рекорд результативності, набравши 32 очки в матчі проти «Нового Орлеану».
7 лютого 2020 року в матчі проти «Г'юстон Рокетс» набрав 39 очок.
16 листопада 2020 року був обміняний до «Оклахоми». 22 листопада був повторно обміняний, цього разу до «Голден Стейт Ворріорз».
7 серпня 2021 року в якості вільного агента підписав контракт із «Шарлотт Горнетс».

## Статистика виступів в НБА

### Регулярний сезон
| Сезон   | Команда           | GP  | GS  | MPG  | FG%  | 3P%  | FT%  | RPG | APG | SPG | BPG | PPG  |
| ------- | ----------------- | --- | --- | ---- | ---- | ---- | ---- | --- | --- | --- | --- | ---- |
| 2015–16 | Вашингтон         | 63  | 9   | 10.7 | .427 | .316 | .633 | 2.1 | .2  | .3  | .1  | 3.7  |
| 2016–17 | Вашингтон         | 79  | 5   | 20.3 | .421 | .287 | .758 | 3.3 | .6  | .7  | .2  | 6.3  |
| 2017–18 | Вашингтон         | 81  | 11  | 27.5 | .403 | .341 | .820 | 4.5 | 1.2 | 1.0 | .4  | 11.8 |
| 2018–19 | Вашингтон         | 29  | 7   | 26.0 | .433 | .311 | .800 | 4.4 | .7  | .9  | .7  | 12.9 |
| 2018–19 | Фінікс            | 40  | 12  | 29.5 | .453 | .325 | .761 | 4.9 | 1.6 | 1.4 | 1.0 | 18.9 |
| 2019–20 | Фінікс            | 56  | 55  | 34.5 | .452 | .352 | .780 | 6.4 | 1.5 | 1.3 | 0.7 | 18.7 |
| 2020–21 | Голден Стейт      | 55  | 50  | 30.7 | .439 | .316 | .695 | 6.0 | 1.3 | 1.0 | .8  | 15.4 |
| 2021–22 | «Шарлотт Горнетс» | 76  | 13  | 26.3 | .440 | .345 | .667 | 4.0 | 1.1 | 1.0 | .4  | 15.0 |
| Кар'єра | Кар'єра           | 479 | 162 | 25.2 | .434 | .331 | .749 | 4.3 | 1.0 | .9  | .5  | 12.0 |

### Плей-оф
| Сезон   | Команда   | GP | GS | MPG  | FG%  | 3P%  | FT%  | RPG | APG | SPG | BPG | PPG |
| ------- | --------- | -- | -- | ---- | ---- | ---- | ---- | --- | --- | --- | --- | --- |
| 2017    | Вашингтон | 12 | 0  | 15.3 | .426 | .367 | .700 | 2.3 | .3  | .8  | .4  | 5.8 |
| 2018    | Вашингтон | 6  | 1  | 24.7 | .375 | .211 | .889 | 3.8 | .7  | 1.0 | .5  | 9.3 |
| Кар'єра | Кар'єра   | 18 | 1  | 18.4 | .404 | .306 | .821 | 2.8 | .4  | .9  | .4  | 7.0 |